# Državna univerza v Erevanu
Državna univerza v Erevanu (armensko Երևանի Պետական Համալսարան, ԵՊՀ, Jerevani petakan hamalsaran, JePH), tudi preprosto univerza v Erevanu, je najstarejša še delujoča univerza v Armeniji. Ustanovljena je bila leta 1919 in je največja  univerza v državi.  Od 3.150 zaposlenih jih 1.190 sestavlja učiteljsko osebje, ki vključuje 25 akademikov, 130 profesorjev, 700 docentov (izrednih profesorjev) in 360 asistentov profesorjem. Na univerzi je 400 raziskovalcev, 1350 podiplomskih študentov in 8.500 dodiplomskih študentov, od tega 300 študentov iz tujine.
Pouk je v armenščini, pouk ruščine in angleščine za tuje študente pa je urejen glede na potrebe. Študijsko leto je od 1. septembra do 30. junija. 
V letu 2010 je bila po podatkih URAP prva univerzitetna univerza v Armeniji in 954. na svetu od skupno 20.000 institucij.

## Fakultete
Od leta 2016 ima univerza 19 fakultet v Erevanu in pripravljalni oddelek za tuje državljane : 

### Fakulteta za fiziko
- Fizika
- Jedrska fizika (fizika jedrskih reaktorjev)
- Uporabna matematika in fizika

### Fakulteta za matematiko in mehaniko
- Matematika
- Aktuarska matematika
- Mehanika

### Fakulteta za radiofiziko
- Radiofizika in elektronika
- Fizika polprevodnikov in mikroelektronika
- Razvoj telekomunikacij in signalov

### Fakulteta za informatiko in uporabno matematiko
- Informatika in uporabna matematika

### Fakulteta za kemijo
- Kemija
- Uporabna kemija
- Ekološka kemija
- Farmacevtska kemija

### Fakulteta za biologijo
- Biologija
- Biofizika
- Biokemija

### Geografska in geološka fakulteta
- Geologija
- Geografija
- Hidrometeorologija
- Kartografija in katastrske dejavnosti
- Storitev

### Filozofska in psihološka fakulteta
- Filozofija
- Psihologija

### Fakulteta za sociologijo
- Sociologija
- Socialno delo

### Teološka fakulteta
- Teologija

### Fakulteta za zgodovino
- Zgodovina
- Likovna umetnost
- Kulturne študije

### Fakulteta za armensko filologijo
- Armenski jezik in slovstvo

### Fakulteta za rusko filologijo
- Ruski jezik in slovstvo

### Fakulteta za orientalistiko
- Perzijske / iranske študije
- Arabske študije
- Turške študije

### Fakulteta za romanistiko in germansko filologijo
- Angleški jezik in književnost
- Prevajalske študije: angleščina in armenščina
- Jezikoslovje in medkulturna komunikacija: angleščina
- Nemški jezik in slovstvo
- Prevajalske študije: nemščina in armenščina
- Francoski jezik in slovstvo
- Prevajalske študije: francoščina in armenščina
- Španski jezik in književnost
- Prevajalske študije: španščina in armenščina
- Italijanski jezik in slovstvo
- Tuja literatura

### Fakulteta za novinarstvo
- Novinarstvo

### Fakulteta za ekonomijo in management
- Ekonomija
- Mednarodna ekonomija
- Upravljanje
- Finance in računovodstvo

### Fakulteta za mednarodne odnose
- Mednarodni odnosi
- Politologija / politologija
- Odnosi z javnostjo

### Pripravljalni oddelek za tuje državljane
- Armenski jezik
- Tuji jeziki
- Splošni akademski predmeti

Pripravljalna fakulteta za tuje študente je bila odprta leta 1961 v okviru mednarodnega izobraževanja univerze. Fakulteta je v okrožju Avan v Erevanu. 
Fakulteta ima pod svojim okriljem tudi manjšo vejo svoje univerze v manjšem mestu Idževan. 

## Knjižnica
Državna univerzitetna knjižnica Erevana Sarkis in Marija Izmirlian, deluje od ustanovitve 28. februarja 1920.
Od 12. oktobra 1994 je knjižnica nameščena v novi zgradbi v univerzitetnem kompleksu na ulici Charents, ki je bila odprta ob 75-letnici ustanovitve univerze.
7. oktobra 1997 je knjižnica dobila ime po Sarkisu in Mariji Izmirlian (starša švicarsko-armenskega dobrotnika Dikrana Izmirlijana).
Leta 2015 je bila na vhodu v knjižnico odprta aleja hvaležnosti v spomin na vse velike ljudi, ki so med armenskim genocidom in po njem izrazili proarmenska stališča, vključno z evropskimi in ameriškimi intelektualci, političnimi in kulturnimi osebnostmi, itd.